# 星突肥蛛
星突肥蛛（学名：Larinia astrigera）为园蛛科肥蛛属的动物。在中国大陆，分布于云南等地。该物种的模式产地在云南思茅原始森林。